# Дений (военачальник)
Дений (др.-греч. Δεινίας) — македонский военачальник IV века до н. э. на службе у Кассандра.
Диодор Сицилийский упоминает Дения в качестве одного из военачальников Кассандра. По его приказу Дений в 317/316 году до н. э. сумел перекрыть стратегически важное Темпейское ущелье, тем самым заперев войска Олимпиады.
Второе упоминание Дения в античных источниках связано с войной между Македонией и Эпиром. Подкрепления, который привёл Дений на помощь Ликиску позволили в 312 году до н. э. победить эпирского царя Алкета II и взять штурмом город Эвримены.